# دریاچه المنتیتا
دریاچه المنتیتا یک دریاچه سودا است که در گریت ریفت ولی، حدود ۱۲۰ کیلومتری شمال غربی نایروبی، کنیا قرار دارد.
المنتیتا از کلمه ماسایی muteita برگرفته شده‌است، به معنای «گرد و غبار» اشاره به خشکی و غبارآلود بودن منطقه به ویژه بین دی تا اسفند است. شهر گیلگیل در نزدیکی دریاچه است. در توالی جنوب به شمال دریاچه‌های دره ریفت، المنتیتا بین دریاچه نایواشا و دریاچه ناکورو قرار دارد. بزرگراه اصلی نایروبی - ناکورو (جاده A104) در امتداد پرتگاه مجاور می‌گذرد و چشم‌اندازی تماشایی به سمت دریاچه را برای رانندگان فراهم می‌کند. امروزه این دریاچه به دلیل زندگی پرندگانش یک منطقه حفاظت شده‌است و به همراه دریاچه ناکورو و دریاچه بوگوریا به عنوان میراث یونسکو نامگذاری شده‌است.
در انتهای جنوبی دریاچه چشمه‌های آب گرم «ککوپی» قرار دارد که در آن ماهی معرفی شده به نام دریاچه ماگادی تیلاپیا زاد و ولد می‌کند. نی‌های اطراف محل ماهیگیری حواصیل‌های شب و پلیکان است.